# ザ・ラグビーチャンピオンシップ2023
ザ・ラグビーチャンピオンシップ2023（2023 Rugby Championship、2023 TRC）は、2023年7月に開催された 南半球4か国のナショナルチームによる「ザ・ラグビーチャンピオンシップ」の第12回大会。主催はSANZAAR。北半球6か国代表によるシックス・ネイションズと並ぶ、強豪国リーグである。

## 冠スポンサー
毎年、各国で冠スポンサーを設けており、2023年大会は前年大会と同様に、各国で以下のような大会名でも呼ぶ。
- ニュージーランド：「リポビタンD・ラグビーチャンピオンシップ（Lipovitan-D Rugby Championship）」[2]
- 南アフリカ共和国：「キャッスルラガー・ラグビーチャンピオンシップ（The Castle Lager Rugby Championship）」[3] - キャッスルラガーは南アフリカのビール会社ブランド。
- オーストラリア：「イートロ・ラグビーチャンピオンシップ（The eToro Rugby Championship）」[4] - イートロはネット証券会社。
- アルゼンチン：「チューリッヒ・ラグビーチャンピオンシップ（The Zurich Rugby Championship）」[5] - チューリッヒはスイスの保険・金融企業。

## 概要
出典
相手国3チームと1試合ずつ、計3試合を行い、勝ち点で順位を決める。
ラグビーワールドカップ2023の開催年のため、過去大会と同様に、試合数を縮小。各国チームは互いに1回のみの対戦となった。
ニュージーランドは、前身大会のトライネイションズ（南アフリカ共和国、オーストラリア、ニュージーランドの3か国で開催）を含め、通算20回目の優勝を果たした。
アルゼンチンは、オーストラリアとの2国間トロフィー「ピューマトロフィー（Puma Trophy）」において、初めて勝利した。

## 2023年「ザ・ラグビーチャンピオンシップ」対戦表
| 南アフリカの日程 | 南アフリカの日程 | 南アフリカの日程      | 南アフリカの日程 |
| 試合順           | ホーム 側        | 自チーム              | アウエー 側      |
| ---------------- | ---------------- | --------------------- | ---------------- |
| 第1試合          |                  | 南アフリカ (ホーム)   | オーストラリア   |
| 第2試合          | ニュージーランド | 南アフリカ (アウェー) |                  |
| 第3試合          |                  | 南アフリカ (ホーム)   | アルゼンチン     |

| アルゼンチンの日程 | アルゼンチンの日程 | アルゼンチンの日程      | アルゼンチンの日程 |
| 試合順             | ホーム 側          | 自チーム                | アウエー 側        |
| ------------------ | ------------------ | ----------------------- | ------------------ |
| 第1試合            |                    | アルゼンチン (ホーム)   | ニュージーランド   |
| 第2試合            | オーストラリア     | アルゼンチン (アウェー) |                    |
| 第3試合            | 南アフリカ         | アルゼンチン (アウェー) |                    |

| オーストラリアの日程 | オーストラリアの日程 | オーストラリアの日程      | オーストラリアの日程 |
| 試合順               | ホーム 側            | 自チーム                  | アウエー 側          |
| -------------------- | -------------------- | ------------------------- | -------------------- |
| 第1試合              | 南アフリカ           | オーストラリア (アウェー) |                      |
| 第2試合              |                      | オーストラリア (ホーム)   | アルゼンチン         |
| 第3試合              |                      | オーストラリア (ホーム)   | ニュージーランド     |

| ニュージーランドの日程 | ニュージーランドの日程 | ニュージーランドの日程      | ニュージーランドの日程 |
| 試合順                 | ホーム 側              | 自チーム                    | アウエー 側            |
| ---------------------- | ---------------------- | --------------------------- | ---------------------- |
| 第1試合                | アルゼンチン           | ニュージーランド (アウェー) |                        |
| 第2試合                |                        | ニュージーランド (ホーム)   | 南アフリカ             |
| 第3試合                | オーストラリア         | ニュージーランド (アウェー) |                        |

## 戦績
出典
| 順位 | 国               | 勝敗   | 勝敗 | 勝敗     | 勝敗 | 得点 | 得点 | 得点     | 3トライ差以上を獲得 ボーナス ポイント | 7点差以内の敗戦 ボーナス ポイント | 勝ち点 合計 |
| 順位 | 国               | 試合数 | 勝ち | 引き分け | 負け | 得点 | 失点 | 得失点差 | 3トライ差以上を獲得 ボーナス ポイント | 7点差以内の敗戦 ボーナス ポイント | 勝ち点 合計 |
| ---- | ---------------- | ------ | ---- | -------- | ---- | ---- | ---- | -------- | ------------------------------------- | --------------------------------- | ----------- |
| 1    | ニュージーランド | 3      | 3    | 0        | 0    | 114  | 39   | +75      | 2                                     | 0                                 | 14          |
| 2    | 南アフリカ共和国 | 3      | 2    | 0        | 1    | 85   | 68   | +17      | 1                                     | 0                                 | 9           |
| 3    | アルゼンチン     | 3      | 1    | 0        | 2    | 67   | 94   | –27      | 0                                     | 1                                 | 5           |
| 4    | オーストラリア   | 3      | 0    | 0        | 3    | 50   | 115  | –65      | 0                                     | 1                                 | 1           |

勝ち点の合計で優勝を競う。勝ち4点、引き分け2点、負け0点。相手より3トライ以上多く獲得で1点、7点差以内の負けで1点。

### 優勝・2国間トロフィー
| 優勝                       | ニュージーランド | 20回目 | 1996年トライネイションズからの通算             |                                       |
| ブレディスローカップ       | ニュージーランド | 52回目 | オーストラリアとニュージーランドとの対戦の勝者 | 2試合のうち1試合目2023年7月29日に決定 |
| マンデラチャレンジプレート | 南アフリカ共和国 | 7回目  | 南アフリカとオーストラリアとの対戦の勝者       | 2023年7月8日に決定                    |
| フリーダムカップ           | ニュージーランド | 16回目 | 南アフリカとニュージーランドとの対戦の勝者     | 2023年7月15日に決定                   |
| ピューマトロフィー         | アルゼンチン     | 初勝利 | アルゼンチンとオーストラリアとの対戦の勝者     | 2023年7月15日に決定                   |
| ウドゥン・スプーン         | オーストラリア   | 5回目  | 最下位に与えられる不名誉な称号                 |                                       |

## 対戦詳細

### Round 1
| 2023年7月8日 17:05 SAST (UTC+2) | (1 BP) 南アフリカ共和国 | 43–12    | オーストラリア                                              | ロフタス・ヴァースフェルド・スタジアム, プレトリア, 南アフリカ共和国 観客数: 50,089人 レフリー: ベン・オキーフ (ニュージーランド) |
| 2023年7月8日 17:05 SAST (UTC+2) | T: アレンゼ (3) 15' c, 29' c, 50' m PT (2) 53', 68' Pデュトイ 74' c G: リボック (3/4) 16', 30', 75' PG: リボック (1/2) 13' | レポート | T: コロインベテ 7' m ゴードン 80+1' G: ゴードン (1/1) 80+s' | ロフタス・ヴァースフェルド・スタジアム, プレトリア, 南アフリカ共和国 観客数: 50,089人 レフリー: ベン・オキーフ (ニュージーランド) |

特記事項
- 南アフリカ共和国がマンデラチャレンジプレートを奪還。

| 2023年7月8日 16:10 AST (UTC-3) | アルゼンチン                                                | 12–41    | ニュージーランド (1 BP) | エスタディオ・マルビナス・アルヘンティナス, メンドーサ, アルゼンチン 観客数: 40,000人 レフリー: アンガス・ガードナー (オーストラリア) |
| 2023年7月8日 16:10 AST (UTC-3) | T: Sordoni 51' m クレービー 80' c G: ボフェッリ (1/2) 80+1' | レポート | T: コールズ 4' m サヴェア 8' m Jバレット 11' c イオアネ 28' c スミス 38' c Bバレット 56' m ナラワ 75' m G: マッケンジー (3/7) 12', 29', 39' | エスタディオ・マルビナス・アルヘンティナス, メンドーサ, アルゼンチン 観客数: 40,000人 レフリー: アンガス・ガードナー (オーストラリア) |

### Round 2
| 2023年7月15日 19:05 NZST (UTC+12) | ニュージーランド | 35–20    | 南アフリカ共和国                                                                     | マウント・スマート・スタジアム, オークランド, ニュージーランド 観客数: 31,265人 レフリー: マシュー・ライナル (フランス) |
| 2023年7月15日 19:05 NZST (UTC+12) | T: スミス 4' c フリゼル 14' c ジョーダン 68' c モウンガ 76' m G: モウンガ (3/4) 5', 16', 69' PG: モウンガ (3/3) 9', 37', 59' | レポート | T: Marx 52' c コルビ 61' m スミス 79' m G: コルビ (1/2) 54' PG: デクラーク (1/1) 35' | マウント・スマート・スタジアム, オークランド, ニュージーランド 観客数: 31,265人 レフリー: マシュー・ライナル (フランス) |

特記事項
- ニュージーランドがフリーダムカップを防衛した。

| 2023年7月15日 19:45 AEST (UTC+10) | (1 BP) オーストラリア | 31–34    | アルゼンチン | ウェスタン・シドニー・スタジアム, シドニー, オーストラリア 観客数: 28,000人 レフリー: ヤコ・ペイパー (南アフリカ共和国) |
| 2023年7月15日 19:45 AEST (UTC+10) | T: イキタウ 4' c ホワイト 52' c ケレビ 71' c ナワンガニタワシ 75' c G: クーパー (4/4) 6', 53', 72', 76' PG: クーパー (1/1) 11' | レポート | T: デラフエンテ 24' c モントージャ 45' c Mカレラス 68' c ゴンサレス 78' c G: ボフェッリ (4/4) 26', 45', 69', 80' PG: ボフェッリ (2/3) 20', 59' | ウェスタン・シドニー・スタジアム, シドニー, オーストラリア 観客数: 28,000人 レフリー: ヤコ・ペイパー (南アフリカ共和国) |

Notes:
- アルゼンチンが初めてピューマトロフィーを獲得した[10]。
- アルゼンチンはオーストラリアに対して初めて連勝した[11]。

### Round 3
| 2023年7月29日 19:45 AEST (UTC+10) | オーストラリア                          | 7–38     | ニュージーランド (1 BP) | メルボルン・クリケット・グラウンド, メルボルン, オーストラリア 観客数: 83,944人 レフリー: ウェイン・バーンズ (イングランド) |
| 2023年7月29日 19:45 AEST (UTC+10) | T: ヴァレティニ 6' c G: Gordon (1/1) 7' | レポート | T: フリゼル 2' m テイラー 33' c ジョーダン 40+1' c クラーク 58' c Tele'a 64' m イオアネ 66' c G: モウンガ (4/6) 34', 40+2', 60', 67' | メルボルン・クリケット・グラウンド, メルボルン, オーストラリア 観客数: 83,944人 レフリー: ウェイン・バーンズ (イングランド) |

Notes:
- オーストラリアの最下位が決定。2020年以来。
- オーストラリアはザ・ラグビーチャンピオンシップで初めて全敗。トライネーションズ（3か国大会）時代を含めると、2005年以来の全敗。
- ニュージーランドはブレディスローカップを防衛。
- 観客数83,944人は、オーストラリアでは過去20年間で最多。

| 2023年7月29日 17:05 SAST (UTC+2) | 南アフリカ共和国                                                                                    | 22–21    | アルゼンチン (1 BP)                                                                              | エリス・パーク・スタジアム, ヨハネスブルグ, 南アフリカ共和国 観客数: 45,000人 レフリー: アンドリュー・ブライス (アイルランド) |
| 2023年7月29日 17:05 SAST (UTC+2) | T: エツベス 18' m デアレンデ 25' c リボック 68' c G: リボック (2/3) 27', 69' PG: リボック (1/1) 11' | レポート | T: Mカレラス 74' m ベルトラノウ 80+2' c G: Sカレラス (1/2) 80+3' PG: Sカレラス (3/5) 2', 9', 37' | エリス・パーク・スタジアム, ヨハネスブルグ, 南アフリカ共和国 観客数: 45,000人 レフリー: アンドリュー・ブライス (アイルランド) |

## 放送
- WOWOW - 「南半球4カ国対抗戦 ザ・ラグビーチャンピオンシップ2023」[12]